# Camp de Sa
El Camp de Sa és un antic camp de conreu, ara abandonat, del terme municipal de Sant Quirze Safaja, a la comarca del Moianès, en territori del poble de Bertí.
Es troba a l'extrem sud-oest del territori del poble de Bertí, a la dreta del torrent del Traver i a l'esquerra del torrent de l'Ullar, damunt mateix de la cinglera principal dels Cingles de Bertí al nord de la Cova del Moro i del Gorg de les Donzelles i al nord-oest del Séc dels Ducs. Està abandonat des de fa anys i en procés de reforestació natural.